# Castilleja tapeinoclada
Castilleja tapeinoclada är en snyltrotsväxtart som beskrevs av Loesen.. Castilleja tapeinoclada ingår i släktet målarborstar, och familjen snyltrotsväxter. Inga underarter finns listade i Catalogue of Life.